# Adrien Glenisson
Adrianus Eduardus Emilius Josephus Maria (Adrien) Glenisson (Turnhout, 1 september 1896 - Meerle, 27 april 1980) was een Belgisch politicus.

## Levensloop
Glenisson - afkomstig uit Turnhout - was een voormalig koloniaal bestuurder. Hij was werkzaam in de steenbakkerij van zijn schoonvader dr. Rommens te Zundert. In 1941 (tijdens de Duitse bezetting in de Tweede Wereldoorlog) werd hij aangesteld als oorlogsburgemeester van Meerle. Hij volgde Frans Jespers op, nadat deze (samen met het volledige gemeentebestuur) was teruggetreden. Glenisson was op het ogenblik van zijn aanstelling geen lid van de gemeenteraad en tevens geen lid van een collaborerende partij.
Na de bevrijding werd hij uit zijn functie ontheven. Op deze beslissing volgde evenwel protest van de lokale bevolking. Hoewel gouverneur Louis Clerckx aanvankelijk weigerde, werd op aangeven van de toenmalige arrondissementscommissaris van Turnhout in mei 1945 besloten Glenisson te benoemen. Het zou evenwel tot mei 1946 duren alvorens Glenisson opnieuw in functie was, dit omwille van het feit dat hij niet op een kieslijst was ingeschreven. Bij de lokale verkiezingen van 1946 werd hij overtuigend verkozen. Glenisson zou het ambt van burgemeester blijven bekleden tot de fusie van 1976 met Hoogstraten.
In Meerle is een straat naar hem vernoemd, met name de 'Burgemeester Glenissonstraat'.